# Acanthopteroctetes bimaculata
Acanthopteroctetes bimaculata é uma espécie de mariposa da família Acanthopteroctetidae. Foi descrito por Davis em 1969. É encontrado no nordeste do Óregon e no centro-leste da Califórnia.
A envergadura é de 14,5 a 16 mm para os machos e 15 mm para os machos. As asas anteriores são principalmente brancas, com uma sufusão um tanto irregular de marrom pálido a fusco e duas manchas distintas de fusco de formato irregular. As asas posteriores são finamente escamosas e acastanhadas pálidas. Os adultos voam de maio a meados de julho em uma geração por ano.